# Пуркаєвське сільське поселення
Пурка́євське сільське поселення (рос. Пуркаевское сельское поселение) — муніципальне утворення у складі Дубьонського району Мордовії, Росія. Адміністративний центр та єдиний населений пункт — село Пуркаєво.

## Населення
Населення — 574 особи (2019, 764 у 2010, 1000 у 2002).